# Bahía Azul (Panamá)
Bahía Azul es un corregimiento del distrito de Kusapín en la comarca Ngäbe-Buglé, República de Panamá. La localidad tiene 3.621 habitantes (2010).